# Orica
Orica — австралийская транснациональная корпорация, крупнейший в мире производитель взрывчатых веществ с операционной деятельностью более чем в 50 странах. Штаб-квартира компании расположена в городе Мельбурн.

## История
Первоначально основанная более 130 лет назад как Jones, Scott and Co., поставщик взрывчатых веществ во время «золотой лихорадки», бизнес был приобретен компанией Nobel. Nobel в дальнейшем слился с несколькими британскими производителями химических веществ образовав компанию Imperial Chemical Industries, и в 1928 году операционная деятельность в Австралии была переименована в Imperial Chemical Industries of Australia and New Zealand (ICIANZ), в 1971 году получившей имя ICI Australia. В Июле 1997, компания ICI продала свою долю операционной деятельности в Австралии и сменила название на Orica, с последующем выкупом у ICI международного бизнеса по взрывным работам. Целью данной операции было найти короткое, броское и запоминающееся название отражающее структуру бизнеса. Согласно отзывам название Orica отражает основные идеи такие как взгляд в будущее, знания, профессионализм и технологии, каждое из которых и отражают позиционирование компании. Неофициально, название «Orica» считается производным из «Originally ICI Australia».

## Собственники и руководство
Основные владельцы компании:
HSBC Custody Nominees (Australia) Limited — 17,8 %
J P Morgan Nominees Australia Limited — 17,2 %
National Nominees Limited — 14,3 %
Citicorp Nominees Pty Limited — 5,4 %
Руководство:
Председатель совета директоров компании — Дональд Меркер.
Главный управляющий — Грэм Либелт.

## Текущее положение компании
В настоящий момент Орика развивает три основных направления бизнеса:
— Подразделение сервиса по взрывным работам поставляет промышленные взрывчатые вещества, а также сопутствующие детонационные системы и услуги множеству горнодобывающих компаний по всему миру. Также ведутся поставки химических веществ используемых в горно-рудной промышленности. Недавно компания Орика приобрела бизнес ближайшего конкурента, компании Dyno Nobel, на территории Латинской Америки, Европы, Ближнего Востока, Азии и Африки в результате чего стала крупнейшим производителем промышленных взрывчатых материалов в мире.
— Orica Chemicals поставляет широкий ассортимент химических веществ, включая пластик, клеящие вещества, растворители и многое другое преимущественно на рынки Австралии и Новой Зеландии. В настоящий момент компания предпринимает попытки расширить операционную деятельность в Индонезии и Китае.
— Orica Chemnet ведущий Австралийский дистрибьютор товаров химической промышленности. Подразделение Орики использует внутрикорпоративные поставки продукции, а также логистические сети для импорта с целью дальнейшей переработки для производства широкого ассортимента товаров массового потребления.

Годовая выручка компании Орика в 2009 году составляла 7,1 млрд долл. В компании работают больше 15 тыс. сотрудников по всему миру. Чистая прибыль после налогообложения в 2009 была равна 580 млн долл.
Вплоть до Мая 2005 Орика владела 70 % компании Incitec Pivot Limited (ASX IPL), крупнейшим производителем химических удобрений Австралии. Большая часть данной доли в размере 56,5 % была продана Macquarie Equity Capital Markets Limited в Мае 2006. Остальные 13,5 % были выкупленны самой IPL по решению собрания акционеров 6 Июля 2006.
DuluxGroup Ltd до недавнего времени являлась подразделением Орики и располагалась в линейке товаров народного потребления. Направление бизнеса DuluxGroup была выведена из группы Orica 12 Июля 2010.
Управляющий директор Орики Грэм Либелт, до текущего назначения занимал позицию Исполнительного и Исполняющего Директора Орика Майнинг Сервисиз. Бывший управляющий директор Малькольм Брумхеад ушел в отставку 31 Августа 2005 по причинам здоровья. Председатель совета директоров Donald Mercer, ранее занимал пост исполняющего директора компании Royal Dutch Shell до этого занимая позицию управляющего директора ANZ.
В 2022 году компания объявила об уходе с российского рынка. Преемником Орики в России стала Группа компаний "Эвобласт".